# Brachymeles vindumi
Espèce
Brachymeles vindumi est une espèce de sauriens de la famille des Scincidae.

## Répartition
Cette espèce est endémique de l'île de Jolo aux Philippines.

## Étymologie
Cette espèce est nommée en l'honneur de Jens V. Vindum.

## Publication originale
- Siler & Brown, 2010 : Phylogeny-based Species Delimitation in Philippine Slender Skinks (Reptilia: Squamata: Scincidae: Brachymeles): Taxonomic Revision of Pentadactyl Species Groups and Description of Three New Species. Herpetological Monographs, vol. 24, no 1, p. 1-54 (texte intégral).